# South Cotabato

Lage der Provinz South Cotabato

South Cotabato ist eine Provinz der Philippinen. Sie befindet sich im Süden der Hauptlandmasse der Insel Mindanao.
Politisch gehört die Provinz zu dem Bezirk Nummer XII, auch genannt SOCCSKSARGEN.
Die Hauptstadt der Provinz ist Koronadal City, die Gouverneurin heißt Daisy P. Fuentes.

## Geografie
South Cotabato liegt im Süden der Zentralregion der Insel Mindanao. Die Provinz ist umgeben von der Provinz Sultan Kudarat im Norden und Westen, von Sarangani im Süden und von Davao del Sur im Osten. Im Südosten liegt die Bucht von Sarangani, ein Teil der Celebessee.
Die Stadt General Santos City, an der Küste der Bucht von Sarangani, ist die größte und wichtigste Stadt von South Cotabato und der Hauptseehafen der Provinz.
Die Provinz Sarangani war ursprünglich ein Teil von South Cotabato, bis sie 1992 selbst zu einer unabhängigen Provinz wurde.
Der Mount Matutum in der Gemeinde Polomolok ist mit 2.286 m der höchste Berg der Provinz. Zweithöchster Berg ist der Mount Parker (1.828 m) dessen Krater den Holon-See bildet (vormals als Maughan-See bekannt).
Der längste Fluss ist der Allah River, er entspringt im westlichen Teil des Daguma-Gebirges. Daneben existieren viele verschiedene kleinere und größere Flüsse, wie der Buayan-, Marbel- und Taplan River. Die größten Seen der Provinz sind der Sebu-See, der Lahit-See, Siloton-See und der Holon-See.
Die Gesamtfläche der Provinz beträgt 4.429 km².

## Demografie und Sprache
Nach der Volkszählung aus dem Jahr 2007 leben in South Cotabato 767.254 Menschen, ohne die Einwohner von General Santos City. Die Provinz belegt damit in der Bevölkerungsstatistik der Philippinen den 21. Rang.
Die Bevölkerungsdichte liegt bei 173,23 Menschen pro km².
Dies bedeutet in der demografischen Statistik den 30. Platz.
Die meisten Einwohner von South Cotabato sind römisch-katholischen Glaubens (64,66 %), gefolgt von Protestanten (22,52 %). Der Islam ist in der Provinz mit 4,316 % nur die drittstärkste Religion.
Die Menschen in South Cotabato sind Multilingual und beherrschen die Sprachen Hiligaynon, Tagalog, Cebuano und Englisch. Bei den indigenen Volksgruppen sind hingegen eine Reihe weiterer einheimischer Dialekte vertreten.
Die heutigen Bewohner der Provinz sind von unterschiedlicher Herkunft. Die Ilonggos stammen von den Inseln Panay und Negros aus den Visayas. Hiligaynon ist somit der hauptsächlich gesprochene Dialekt in der Provinz. Dagegen spricht die Volksgruppe der Ilocano aus Luzon den Dialekt Ilocano. Cebuano wird wiederum in Koronadal City und General Santos City mehrheitlich verwendet.
Die Maguindanao bestimmen die muslimisch geprägten Volksgruppen der Provinz. Viele tragen noch heute die traditionellen Trachten und leben nach den ursprünglichen Vorgaben ihrer Kultur. Andere orientieren sich an den liberaleren Lebensweisen ihrer christlichen Nachbarn und tragen kurze Hosen und ärmellose Shirts, verweigern das Tragen von Kopftüchern und beteiligen sich an modernen Veranstaltungen.
Die einheimischen Gruppen der T'boli und B'laan sind bekannt für ihre Messingarbeiten, ihrer Perlenverarbeitung und ihrer Webkunst. Die Trachten dieser Volksgruppe sind farbenfroh und in der Regel reich mit Perlen bestickt.

## Wirtschaft
Die Provinz ist eine agrarwirtschaftlich dominierte Region. Hauptanbauprodukte sind Ananas, Asparagus (Gemüsespargel), Kokosnuss, Getreide, Papaya, Bananen und Reis; aber auch die Rinderzucht ist in der Provinz verbreitet. Zurzeit ist sie auf dem Weg, der Brotkorb des Landes zu werden.
In den Küstenregionen, aber auch an den Seen der Provinz, bestimmt der Fischfang die Lebensgrundlage der Bewohner. Die reichen Fischgründe der Celebessee sind eine Nahrungs- und Einkommensquelle für tausende Familien. Daneben bietet der Lake Siloton, der Lake Sebu und der Lake Lahit ein reichhaltiges Angebot an Süßwasserfischen.
Bei den indigenen Volksgruppen ist die Handwerkskunst bei der Perlen-, Messing- und Textilverarbeitung ein erwähnenswerter Faktor.

## Verwaltungsgliederung
South Cotabato ist unterteilt in zehn eigenständig verwaltete Gemeinden und zwei Städte. Die Gemeinden sind wiederum in insgesamt 225 Barangays (Ortsteile) untergliedert.
Die Provinz teilt sich zudem in zwei Kongress-Distrikte auf.

### Städte
- General Santos City (Dadiangas)
- Koronadal City

### Gemeinden
| - Banga - Lake Sebu - Norala - Polomolok - Santo Niño | - Surallah - T'Boli - Tampakan - Tantangan - Tupi |

## Klima
South Cotabato hat eine durchschnittlich hohe Niederschlagswahrscheinlichkeit über das gesamte Jahr hinweg. Die Anzahl der Regentage im Jahr 2004 lag z. B. zwischen 122 und 180 Tagen, die sich hauptsächlich auf die Monate Mai bis Oktober verteilten. Die durchschnittliche Regenmenge beträgt 1.637 bis 2.500 mm pro Jahr, die Luftfeuchtigkeit pendelt zwischen 72 % und 80 %.
Die trockensten Monate sind zwischen Februar bis April zu erwarten, die kühlsten sind der Dezember und der Januar.
Die Temperaturen können zwischen 23 °C und 38 °C liegen, wobei die heißeste Periode zwischen Januar bis April vorherrscht.

## Geschichte
Der Großteil der Bewohner sind Einwanderer. Die ersten waren die B’laans, die Manobos, die Tagabilis und andere ethische Gruppen, die sich teilweise bereits vor Christi Geburt in Mindanao ansiedelten. Die meisten Angehörigen dieser Gruppen sind malaiischer Herkunft und ähneln sich in ihren Sprachen und Kulturen.
Im 15. Jahrhundert erreichte Shariff Kabunsuan aus dem malaiischen Johor das Gebiet von Cotabato und brachte den Islam in die Provinz. Als erster Sultan des Sultanats von Maguindanao machten er den Islam zur dominierenden Religion in Mindanao.
Am Ende des 17. Jahrhunderts erreichten die Spanier den südlichen Teil der Insel und gründeten ein Fort in dem Gebiet des heutigen Cotabato City. Dies diente als Ausgangspunkt für die in der Folge geplante Unterwerfung der muslimischen Bevölkerung. Doch wehrten sich die Einwohner des Gebietes über Jahre erfolgreich gegen die spanische Kolonialmacht, bis die Spanier sich 1889 aus der Gegend zurückzogen. Das Einzige was sie hinterließen, war letztendlich ein Fort und ein kleines Dorf namens Cotabato.
Bereits zu Beginn des 20. Jahrhunderts kamen viele Einwanderer aus Luzon und den Visayas, um das offene und fruchtbare Land von South Cotabato zu besiedeln. Die ersten christlichen Siedler erreichten die Provinz um 1914. Während des Zweiten Weltkrieges stoppte die Immigrationswelle, nahm 1950 jedoch wieder zu.
Zu dieser Zeit gehörte die Region zu einer einzigen großen Provinz Cotabato. Da sich die Einwohner in der bestehende Provinzregierung unterrepräsentiert fühlten, wurde Anfang der 1960er Jahre die Abspaltung des Gebiets von der Mutterprovinz gefordert. Mit dem Republic Act Nr. 4849 wurde dieser Abspaltung am 18. Juli 1966 zugestimmt und South Cotabato zur eigenständigen Provinz erklärt. Die neue Provinz bestand damals aus 11 Gemeinden mit der Gemeinde Koronadal als Sitz der Provinzregierung.
Im Jahre 1992 gab es den nächsten Abschnitt in der politischen Geschichte, als sich der südliche Küstenbereich mit 7 Gemeinden als Teil der neuen Provinz Sarangani von South Cotabato trennte.
Am 12. Oktober 1990 wurde mit dem Executive Order Nr. 429, unterzeichnet von Präsidentin Corazon Aquino, alle Bezirke von Mindanao neu organisiert. Als Ergebnis dieser Neuordnung wurde Koronadal zum Sitz der Bezirksregierung der gesamten Region XII.

## Kulturelles Erbe
Die einheimische Volksgruppe der Maguindanaon und andere einheimische Gruppen besitzen eine bemerkenswerte und faszinierende Kultur, die sich um die Kulintang-Musik dreht, eine spezielle Gong-Musik, die ihre Wurzeln in sowohl muslimischen als auch nichtmuslimischen Bevölkerungsgruppen der Südphilippinen hat. In einem horizontal errichteten Brett ist ein Satz Gongs eingelassen, die dann mit zwei hölzernen Klöppeln bespielt werden.

## Sehenswürdigkeiten
- Die Lonon-Fälle (oder Seven Falls) in Lake Sebu
- Die Berghöhlen am Lake Sebu in der Gemeinde Lake Sebu
- Der Lake Sebu in der gleichnamigen Gemeinde
- Die Saravia-Fälle in Koronadal
- Der Maughan-See in T'boli
- Der Mt. Parker in T'boli
- Der Mt. Matutum in Polomolok